# The Hobbit: The Desolation of Smaug
The Hobbit: The Desolation of Smaug és una pel·lícula d'aventures del 2013 dirigida per Peter Jackson.

## Argument
La pel·lícula comença amb un flashback situat 12 mesos abans de la trama. Thorin Escut de Roure, durant un viatge, s'allotja a la posada El Cavallet Presumit de Bree, en la qual es reuneix casualment amb el mag Gandalf el Gris. Gandalf li adverteix que algú vol veure'l mort, i evitar que recuperi el seu tron del regne d'Erebor. Thorin decideix llavors formar una companyia per viatjar a la Muntanya Solitària, encara que Gandalf li recomana que porti amb ell un saquejador. Dotze mesos després, al peu de les Muntanyes Ennuvolades, just després dels esdeveniments de la primera pel·lícula, el hobbit Bilbo, saquejador de la Companyia de Thorin, avisa al grup que el ramat d'orcs d'Azog continua seguint-los, i que a més ha vist un os enorme patrullant pels pujols. Gandalf els diu que han d'arribar a una casa de fusta abans de fosquejar o els orcs els aconseguiran. Precipitadament, Bilbo, Gandalf i els Nans arriben a la cabanya a temps d'escapar del feroç os que havia vist Bilbo. Gandalf revela llavors que l'enorme animal és el propietari de la casa, i és en realitat un canvia-pells anomenat Beorn, que de vegades és home i d'altres os. Beorn (en forma d'home) torna l'endemà, i encara que no li agraden els nans, decideix ajudar-los, ja que els orcs que els persegueixen van acabar amb tots els de la seva espècie. Fora, on els guerrers d'Azog vigilen, un missatger orc es reuneix amb ells dient-los que el Nigromant vol convocar  Azog a Dol Guldur. Veient que hi ha d'anar, Azog deixa al seu fill Bolgo a càrrec de l'exterminació de Thorin i companyia.

## Repartiment

### Companyia de Thorin
- Martin Freeman (1971-) com el hobbit Bilbo Saquet.
- Ian McKellen (1939-) com el mag Gandalf el Gris.
- Richard Armitage (1971-) com el nan Thorin Escut de Roure.
- Ken Stott (1955-) com el nan historiador Balin, canós i de barba bifurcada; germà de Dwalin.
- James Nesbitt (1965-) com el nan Bofur, amb bigotis i barret de pirata.
- Graham McTavish (1961-) com el nan Dwalin, amb tatuatge en la calba; germà de Balin.
- William Kircher (1958-) com el nan Bifur, amb un destral clavada en el crani.
- Stephen Hunter (1968-) com l'obès nan Bombur.
- Mark Hadlow (1957-) com el nan Dori, molt canós, amb la barba curta i trenada.
- Jed Brophy (1963-) com el nan Nori, amb el cabell i la barba pentinats en tres puntes com un estel.
- Adam Brown (1980-) com el nan més jove, Ori, d'ulls rodons.
- John Callin (anys 1940-) com el nan Oin, fill de Groin, amb el bigoti canós trenat amb la barba.
- Peter Hambleton (anys 1950) com el nan Gloin, amb barba i cabells molt llargs color cafè.
- Dean O'Gorman (1976-) com el jove nan ros Fili, de trets humans.
- Aidan Turner (1983-) com el jove nan bru Kili, de trets humans.

### Elfs Sindar
- Orlando Bloom com el elf Legolas.
- Evangeline Lilly com la elfa silvana Tauriel.[nota 1]
- Lee Pastura (Oklahoma, 1979-) com Thranduil, rei dels elfs del Bosc Negre.

### Gent de la Vall (Dale)
- Luke Evans (1979-) com l'home Bard el Arquero, i com el seu avantpassat Girion, l'home protector de la ciutat que va destruir el drac Smaug.
- Stephen Fry com el governador de Esgaroth (Laketown, la Ciutat del Llac).
- John Bell com l'home Bain, el fill de Bard.
- Peggy Nesbitt com Sigrid, la filla de Bard.
- Mary Nesbitt com Titlla, la filla de Bard.
- Ray Henwood com a pescador ancià.
- Tim Gordon com el stallkeeper
- Stephen Colbert com a espia a la Ciutat del Llac.
- Evelyn McGee com a espia a la Ciutat del Llac.
- Peter Colbert com a espia a la Ciutat del Llac.
- John Colbert com a espia a la Ciutat del Llac.
- Norman Kali com a espia a la Ciutat del Llac.
- Carter Nixon com a espia a la Ciutat del Llac.
- Zane Weiner com a espia a la Ciutat del Llac.
- Christopher Winchester com a poblador de la Ciutat del Llac (sense acreditar).
- Liz Merton com a pobladora de la Ciutat del Llac (sense acreditar).
- Jabez Olssen com a venedor de peix.

### Antagonistes
- Benedict Cumberbatch (1976-) com el drac Smaug el Terrible i El Nigromant.
- Manu Bennett (Nova Zelanda, 1969-) com el pàl·lid orc Azog el Profanador, al que li falta un braç.
- Lawrence Makoare com l'orc gegant Bolgo (que en la pel·lícula anterior va ser interpretat per l'actor Conan Stevens).
- Ryan Gage com el recaptador de peatge Alfrid.[nota 1]
- Allan Smith com orc subordinat

### Altres
- Mikael Persbrandt (1963-) com l'home beórnida Beorn.
- Sylvester McCoy (1943-) com el mag Radagast el Marró, amic dels animals.
- Ben Mitchell com Narzug
- Stephen Ure com Fimbul
- Craig Hall com Galion
- Robin Kerr com Elros
- Eli Kent com Lethuin
- Simon London com Feren
- Brian Sergent com la veu d'una aranya.
- Peter Vere-Jones com la veu d'una aranya.
- Mark Mitchinson com Braga
- Kelly Kilgour com Soury
- Sarah Peirse com Hilda Blanca
- Nick Blake com Percy
- Dallas Barnett com Bill Ferny Snr
- Matt Smith com Squint
- Katie Jackson com Betsy Butterbur
- Richard Whiteside com Butterbur Snr
- Greg Ellis com Net Mender